# Gigantodax femineus
Gigantodax femineus är en tvåvingeart som först beskrevs av Edwards 1931.  Gigantodax femineus ingår i släktet Gigantodax och familjen knott. Inga underarter finns listade i Catalogue of Life.